# San Juan de las Huertas
San Juan de las Huertas är en ort i Mexiko.   Den ligger i kommunen Zinacantepec och delstaten Mexiko, i den sydöstra delen av landet, 70 km väster om huvudstaden Mexico City. San Juan de las Huertas ligger 2 864 meter över havet och antalet invånare är 11 929.
Terrängen runt San Juan de las Huertas är kuperad åt sydväst, men åt nordost är den platt. Runt San Juan de las Huertas är det tätbefolkat, med 849 invånare per kvadratkilometer. Närmaste större samhälle är Toluca, 11,9 km öster om San Juan de las Huertas. I omgivningarna runt San Juan de las Huertas växer huvudsakligen savannskog.